# Shiga Lin
Shiga Lin (連詩雅) (29 de junio de 1988) es una actriz y cantante cantopop hongkonesa.  Ella ha firmado un contrato con el sello Warner Music de Hong Kong. A partir del 2011, debutó como actriz participando en sus dos primeras películas como "Lan Kwai Fong" y "Lan Kwai Fong 2".

## Discografía
- Moment (2010)
- Moving On (2012)

## Filmografía
| Año  | Título en inglés         | Título en chino | Personaje | Notas      |
| ---- | ------------------------ | --------------- | --------- | ---------- |
| 2011 | Lan Kwai Fong            | 喜愛夜蒲        | Jennifer  |            |
| 2012 | Lan Kwai Fong 2          | 喜愛夜蒲2       | Summer    |            |
| 2012 | Blood Money              |                 | Ping Ho   |            |
| 2013 | A Secret Between Us      | 第一次不是你    |           | Guest star |
| 2013 | The Best Plan is No Plan | 溝女不離三兄弟  | Flower    |            |
| 2014 | Delete My Love           | Delete愛人      |           |            |